# Incidente ovni de Vorónezh

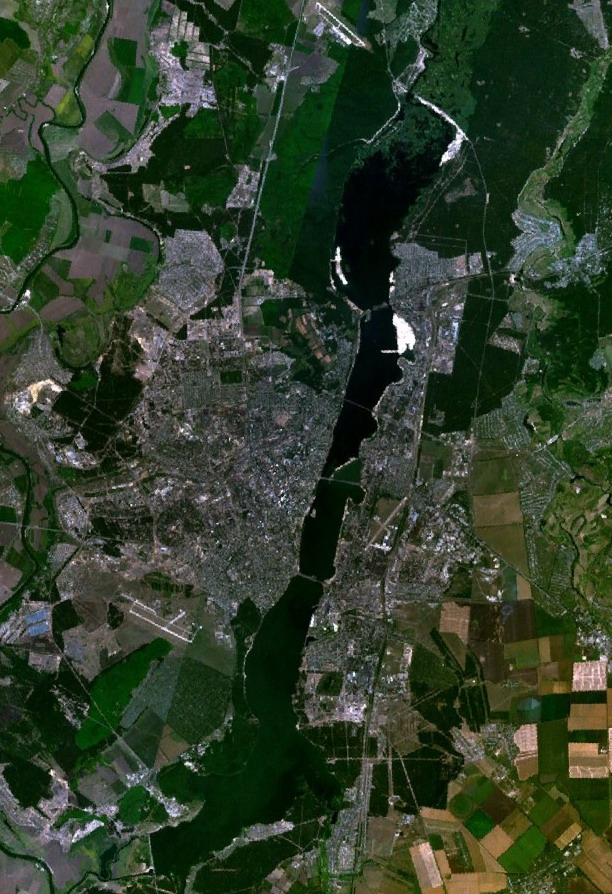
Vista de Vorónezh desde el espacio

El 27 de septiembre de 1989, en plena perestroika, se produjo en la ciudad soviética de Vorónezh, al sureste de Moscú, un encuentro con un ovni y sus ocupantes que, debido a la cantidad de testimonios, y a la relevancia de la principal agencia implicada en la noticia (TASS), tuvo una repercusión mediática inusual. Hasta la actualidad no se han desmentido los hechos por parte de los supuestos testigos, aunque sí por parte de algunos investigadores.

## La noticia en la televisión
En España, Luis Mariñas, en el Telediario del mediodía del 9 de octubre de la Primera Cadena de Televisión Española, daba la noticia de este modo:

Escepticismo en el Ministerio del Interior soviético sobre el posible aterrizaje de extraterrestres en la ciudad de Vorónezh, 500 km al sur de Moscú. El extraño suceso, ratificado por la milicia y científicos locales, tiene conmocionados, sin embargo, a los habitantes de la ciudad. Testigos presenciales señalaron que seres extraterrestres de 3 o 4 metros de estatura habían descendido de la nave, un enorme disco luminoso.

La noticia la continuó la reportera Ángeles Bandrés:

Muchos cineastas contarían con un buen guion a partir de este extraño suceso. Sin embargo, la imaginación humana ha logrado llevarlo ya a la pantalla en varias ocasiones. Pero esta vez, de hecho, podría no ser producto de la fantasía. Entre los días 23 y 27 de septiembre un objeto volador no identificado eligió la ciudad soviética de Vorónezh como lugar de aterrizaje. Muchas personas vieron el disco luminoso posarse sobre el parque de la ciudad. Uno, dos o tres humanoides salieron del ovni. Algunos testigos todavía tiemblan al describir los 3 o 4 metros de altura y la pequeña cabeza de estos seres. Todos parecían iguales menos un robot que les acompañaba. Caminaron varios metros, y, como vinieron, se fueron. Lo que los habitantes de Vorónezh relataron nadie podrá comprobarlo jamás, pero los presuntos alienígenas parecen haber dejado pruebas que ahora toca analizar. El surco circular producido por la nave, las huellas y la radioactividad detectada han dejado a los científicos con un montón de interrogantes. Los hechos no son normales y ellos no lo han negado. Además, los extraterrestres no se han ido de vacío; podrían haber recogido muestras del terreno para su propio conocimiento. A cambio, han dejado una roca de color rojo que no coincide con nada de lo que hasta ahora se había manejado en la Tierra. La Policía ha confirmado que escolares y adultos vieron, además, varios vuelos del ovni.

El programa informativo español Informe Semanal dedicó un espacio al incidente, y comenzaba relatando así la noticia:

Hace algo más de una semana numerosos científicos soviéticos investigan las huellas de un extraño fenómeno ocurrido en la ciudad de Vorónezh. Según diversos testigos, un objeto volador no identificado se posó en un parque de la ciudad. Los testigos de este aterrizaje fueron varios niños.

El documental continuaba con Slava Martinov, piloto de aviación y ciudadano de Vorónezh, quien junto a un grupo de especialistas en ovnis, realizó las investigaciones sobre los extraños sucesos ocurridos desde finales del mes de septiembre, y relataba:

Los testigos vieron junto a la nave una gran figura, de gran estatura, que tenía tres ojos; el ojo central giraba como un radar. Su cabeza era pequeña, se mantenía fija, sin girar. En lugar de nariz tenía dos orificios. La nave sobrevoló el lugar. También salieron dos personas más y un robot. Dice que era un robot por sus movimientos mecánicos; le faltaba naturalidad a sus movimientos. Aquí están las huellas del aparato. Tienen forma de orificios circulares cuyas dimensiones varían entre 150 y 200 mm. Son 4 huellas que forman un rombo. [...] La nave, según los testigos, tenía forma de melón alargado; medía 15 metros de largo, 4 metros de ancho y unos 7 metros de altura. Nosotros hemos efectuado algunos cálculos basados en las huellas y hemos llegado a la conclusión de que el aparato debía pesar unas 11 toneladas.

Volodia Startshev, un niño de 12 años, según afirmaba, pudo observar a las extrañas criaturas desde una distancia de 5 metros:

Cuando ellos salieron de la nave, yo me quedé inmóvil, como paralizado. Estábamos todos muy asustados. Dos de los seres salieron de la nave y observaron el lugar. Después de cinco minutos, se fueron. Cuando desaparecieron, me mareé. La cabeza me dolía, y me daba vueltas.

Luis Alberto Rivas, corresponsal de Televisión Española, relataba para el programa desde Vorónezh:

Este es uno de los lugares donde, según todos los testigos, aterrizó la nave espacial el pasado 27 de septiembre. Ni la lluvia ni los curiosos han conseguido todavía borrar todas las huellas dejadas por el platillo volante. [...] El equipo de investigación de Vorónezh reunió a todos los niños que dijeron haber visto a los extraterrestres para que dibujaran y relataran por separado sus impresiones. La forma de la nave y la descripción morfológica de los visitantes han quedado reflejadas sin contradicciones en los dibujos de los niños testigos. Todos ellos coinciden también en que en el exterior del platillo se podía observar claramente un signo; un signo idéntico al que aparece en un ovni fotografiado en 1967 en la localidad madrileña de San José de Valderas. Nada se ha vuelto a saber, sin embargo, del niño que desapareció y volvió a aparecer después de ser disparado por uno de los seres que salieron del platillo. Técnicos del Departamento de Interior local han realizado mediciones de radioactividad en el lugar de aterrizaje de la nave. Las radiaciones recogidas superan en el doble a las emitidas en cualquier otra zona del parque. Todo el equipo de la cátedra de física nuclear de la Universidad de Vorónezh se encuentra también ocupado en el estudio de las muestras recogidas en el punto del aterrizaje. Hasta el próximo lunes no se conocerán datos definitivos, aunque los científicos aseguraron a Televisión Española que la roca analizada en los primeros días y que supuestamente no era de origen terrestre tiene una composición mineralógica absolutamente conocida. [...] La prensa soviética batió el récord de actividad al informar, con sólo 5 días de retraso, sobre unos hechos que en época de la pre-perestroika habrían sido quizá ocultados. Hasta el programa Bremia, el principal informativo de la televisión central, dedicó un reportaje a los «marcianos» de Vorónezh. Los críticos más escépticos han encontrado también una explicación al fenómeno: Cuando la penuria económica impide ver una salida en la Tierra a los fenómenos cotidianos, muchos prefieren recurrir al cielo en busca de un mundo mejor.

## La noticia en la prensa
El diario español ABC de Madrid reflejaba la noticia en su edición del 10 de octubre:

Científicos soviéticos confirman el aterrizaje en la URSS de un «ovni» tripulado por gigantes. Moscú. Ap. Científicos soviéticos han confirmado el aterrizaje de una nave espacial no identificada en un parque de la ciudad de Vorónezh, informa la agencia Tass. El aparato iba, al parecer, tripulado por tres seres gigantescos, pero con pequeñas cabezas. En el lugar en donde se instaló la nave se han hallado dos piedras cuya composición se desconoce en la Tierra. [...] Genrikh Silanov, director del laboratorio de geofísica de Vorónezh, manifestó a la agencia Tass que los investigadores del caso han afirmado que la nave no identificada había originado una depresión en el suelo de veinte metros de diámetro y cuatro [cm] de profundidad. En el lugar donde se posó el objeto, dos científicos, acompañados de un miembro de la Policía local, detectaron elevada radiactividad y escorias de un metal desconocido que no reacciona con ácido alguno. Testigos presenciales aseguran que los alienígenas dejaron dos piedras, que hasta el momento no han podido ser identificadas. Los científicos han señalado que están formadas de sustancias que no pueden ser encontradas en la Tierra. Tass recoge en un comunicado que la información facilitada por los testigos de este caso coincide básicamente con las conclusiones obtenidas por los científicos. A finales del pasado mes de agosto, otro hecho de este tipo se registraba en la URSS; en esta ocasión, en los Urales. Seres descabezados y objetos luminosos extraños se aparecieron a varios habitantes de la ciudad de Perm.

El diario ABC de Sevilla, en la misma fecha, publicaba:

URSS: Tres extraterrestres, llegados en un ovni, pasearon por el parque de la ciudad de Vorónezh. El laboratorio de Geofísica ha confirmado su presencia. Moscú. Efe. Científicos del Laboratorio de Geofísica de Vorónezh, a 500 kilómetros al sureste de Moscú, han confirmado el reciente aterrizaje de un objeto volador no identificado y han hallado «pisadas de alienígenas que dieron un pequeño paseo por el parque» de esa ciudad, informó ayer la agencia Tass. «Una gran bola o disco brillante fue visto sobrevolando el parque. Luego aterrizó, se abrió una escotilla y salieron una, dos o tres criaturas con formas humanas, así como un pequeño robot», dice Tass, citando a «testigos presenciales». «Hemos identificado el lugar del aterrizaje mediante sistemas de biolocación», declaró a Tass Genrij Silanov, jefe del Laboratorio de Geofísica de Vorónezh. «Detectamos un círculo de 20 metros de diámetro, en el que se ven cuatro hendiduras de 4/5 centímetros de profundidad y de 14/16 centímetros de diámetro cada una, situadas en los cuatro puntos de un rombo. Encontramos una misteriosa piedra de color rojo oscuro», dijo Silanov. El análisis mineralógico de la roca mostró que en la Tierra no existe una análoga, aunque es preciso más tiempo para una conclusión definitiva, señaló el científico. Los testigos, dice Tass, dijeron que los ocupantes del ovni dieron un paseo alrededor de la extraña nave para luego desaparecer dentro de ella nuevamente. Silanov dijo que el método de biolocación fue empleado igualmente para detectar las huellas de las extrañas criaturas que bajaron del ovni. El investigador dijo que el camino que científicamente detectaron como el recorrido por los alienígenas coincide con la descripción hecha por los testigos, así como otras circunstancias del aterrizaje. Según los testigos, el ovni hizo aquel día varias apariciones, como mínimo tres, después de anochecer.

En su edición del 11 de octubre, el ABC de Madrid publicaba:

Los extraterrestres hicieron desaparecer momentáneamente a uno de los testigos. El Gobierno soviético asegura que el asunto no es de su competencia. Representantes del Ministerio de Defensa soviético aseguran que no es de su competencia el posible aterrizaje de extraterrestres en la URSS, como si la llegada de éstos no alarmara en absoluto al Ejército Rojo. El Ministerio del Interior también ha querido lavarse las manos y sólo los representantes de la Policía de Vorónezh prestan atención al caso de la llegada del «ovni» y de los gigantescos extraterrestres de tres ojos luminosos. Las inquietantes sospechas sobre la posible agresividad en las intenciones albergadas por los supuestos alienígenas han comenzado a aflorar. Los niños Vasia, Zhena y Julia, que fueron los primeros testigos de la llegada de los extraños visitantes, aseguran que uno de éstos esgrimió «un fusil» de medio metro de longitud que apuntó hacia un muchacho que estaba no lejos de allí y que desapareció en el acto. Poco después el alienígena y la nave ascendieron al cielo y el muchacho desaparecido volvió a aparecer indemne y sin señal alguna de haber recibido daños. pero los niños que presenciaron aquella escena aún se hallan aterrorizados por lo que vieron. Los mismos testigos dan cuenta de otros fenómenos no menos inquietantes que acompañaron la llegada de los extraterrestres, como el haz de luz triangular que se expandió desde el pecho del robot que aterrizó con ellos o la luz que irradiaban los tres ojos de cada uno de aquellos gigantescos alienígenas, que no se sintieron coartados o compadecidos en lo más mínimo por los gritos de espanto de las criaturas. Los extraños seres de tres ojos y casi tres metros de estatura, durante su encuentro con los pequeños Vasia, Zhena y Julia se dedicaron a hacer desaparecer y aparecer a uno de los muchachos, mientras los demás permanecían literalmente clavados en el suelo, paralizados de terror, según contaron posteriormente.

El diario español La Vanguardia se hacía eco igualmente de la noticia publicada inicialmente por la agencia Tass. El día 10 de octubre publicaba en el apartado de noticias breves:

Tass anuncia el aterrizaje de un ovni. Científicos del Laboratorio de Geofísica de Vorónezh, a 500 kilómetros al sureste de Moscú, han confirmado el reciente aterrizaje de un objeto volante no identificado, y han hallado «pisadas de alienígenas que dieron un pequeño paseo por el parque» de esa ciudad, según informó ayer la agencia Tass. «Una gran bola o disco brillante fue visto sobrevolando el parque. Luego aterrizó, se abrió una escotilla y salieron una, dos o tres criaturas con formas humanas, así como un pequeño robot», dice Tass, citando a «testigos presenciales», según los cuales los extraterrestres medían «tres o cuatro metros de alto, pero tenían unas cabezas muy pequeñas». -—Efe.

El 11 de octubre, el mismo diario publicaba lo siguiente:

Sucesos. Revuelo por la noticia de un ovni en la URSS. Moscú. (Reuter.) - El anuncio de la agencia Tass sobre el aterrizaje de un ovni ha levantado un gran revuelo. Ayer, las emisoras de radio y la televisión de toda España informaron del caso. En la Unión Soviética, el diario "Sovietskaya Kultura" amplió las primeras informaciones a base de recoger testimonios de los testigos, todos ellos habitantes de Vorónezh, en cuyo parque aterrizó la nave. Según éstos, los extraterrestres medían tres metros, eran brillantes y tenían algo parecido a tres ojos. Según un muchacho de 16 años, que vio el ovni, uno de los seres llevaba algo parecido a una pistola, un cilindro con el que le apuntó o enfocó, antes de que el chico se desvaneciera. Varios habitantes del lugar afirman que entre el 23 y el 29 de septiembre pasado vieron varios ovnis. Los científicos de Vorónezh han reconocido oficialmente la existencia de este objeto no identificado, después de estudiar el terreno en el que había aterrizado y de medir las señales que había dejado en la tierra. La descripción facilitada por la Unión Soviética coincide con la de otras muchas fuentes de distintos lugares que hablan de seres de más de tres metros y luminosos.

En Belgrado, la agencia Tanjug informó que, recientemente, los soviéticos habían informado de cuatro objetos volantes más, no identificados. Pero la agencia decía que, de creer a la URSS, este país «estaría siendo invadido por extraterrestres».
El corresponsal de "Sovietskaia Kultura" -—publicación seria-—, consciente de que escribía para un público de intelectuales, que no podrían por menos que sonreír ante la inverosímil historia, insistió en que todos los testimonios recogidos por la Policía coincidían en la descripción de la nave y fenómenos posteriores.

### Contradicciones en la prensa
En la edición del 11 de octubre de 1989 del ABC de Sevilla el color de la piedra hallada se describe como azul, en lugar del rojo descrito anteriormente. También, en diferentes publicaciones, se habla de una y de dos piedras.

## Posiciones escépticas

### En España
En su edición del 12 de octubre, el ABC de Madrid publicó un reportaje sobre el suceso en un tono totalmente escéptico, donde resaltaba:

Extraterrestres, curanderos, yetis y radiestesistas montan cuartel en la patria del materialismo científico.

y

Después de setenta años de revolución marxista-leninista, la Unión Soviética se ve invadida de extraterrestres, yetis, radiestesistas y otros heraldos de lo prodigioso y lo inexplicable, que también han conseguido implantar su cuartel en la supuesta patria del materialismo científico.

No obstante, el 13 de octubre, el mismo diario publicó, en su página 13:

Los científicos soviéticos insisten en la existencia del «ovni». El director del laboratorio de Geofísica de Vorónezh, Guenrij Silanov, afirmó ayer que «algo muy extraño ha ocurrido en Vorónezh. Tenemos pruebas del aterrizaje de un "ovni" en la ciudad y en nuestro centro se están investigando las huellas que dejó en el suelo».

En el mismo número, en su página 63, publicaba, también en un tono escéptico:

Niegan que los supuestos extraterrestres dejaran piedras misteriosas en Vorónezh. Científicos soviéticos insisten en la presencia del «ovni».

Y, el 29 de octubre, salía a la luz en el ABC de Madrid la siguiente noticia:

No existe ninguna prueba científica de que los extraterrestres se hayan posado en septiembre en Vorónezh, al sur de Rusia, como se afirmó hace unos días, según ha concluido una comisión de científicos, dirigida por el vicerrector de la Universidad de Vorónezh, Ígor Sarotsev. Este grupo de investigadores ha realizado varios análisis sobre el presunto lugar del aterrizaje de un objeto volante en forma de «plátano luminoso». «No hemos encontrado ninguna anomalía ni sobre la tierra ni en la vegetación. La presencia de una cantidad mayor que la media de cesio, isótopo radiactivo, no constituye prueba suficiente. Después de la catástrofe de Chernóbil se ha encontrado cesio en cantidades superiores a la normal por muchas zonas de nuestro país.» [...] Según revela el informe de los científicos, a pesar de haberse encontrado una marca en la tierra donde al parecer se posó el objeto volante, la importancia dada a este suceso proviene de la pasión de los soviéticos por los fenómenos paranormales. Sin embargo, los que afirman que vieron el platillo y a sus ocupantes reiteran sus manifestaciones, apoyadas por el testimonio de dos pilotos que aseguran que observaron por su radar la presencia de un objeto volante no identificado durante más de cinco minutos.

### En los Estados Unidos
La primera reacción en Estados Unidos fue que se trataba de una broma. Pero todas las preguntas a la agencia de noticias TASS, fuente de la información, obtenían idénticas respuestas: Se trata de una noticia seria. Según los periodistas estadounidenses, había dos teorías: o que el nuevo director de la agencia Tass trataba de ganar más clientela con este tipo de noticias, o que ésta era la forma como en la Tass entendían la «perestroika».